# Miss World 1960
| Data:                | 8 listopada 1960                     |
| Kraj:                | Wielka Brytania                      |
| Miasto:              | Londyn                               |
| Gala finałowa:       | Lyceum Theatre                       |
| Liczba uczestniczek: | 39                                   |
| Zwyciężczyni:        | Norma Gladys Cappagli, Argentyna     |
| Poprzedniczka:       | Corinne Rottschäfer, Holandia        |
| Następczyni:         | Rosemarie Frankland, Wielka Brytania |
| -------------------- | ------------------------------------ |

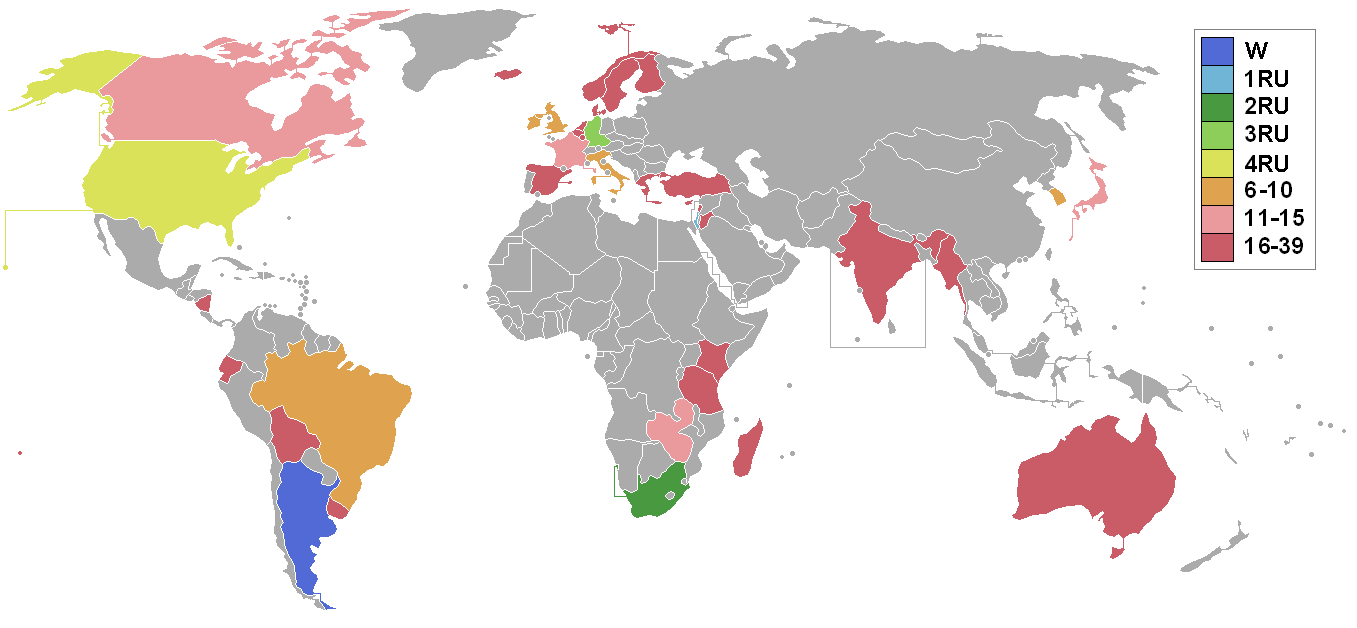
Kraje i terytoria, które wysłały delegacje oraz zajęte miejsce

10. wybory Miss World miały miejsce 8 listopada 1960 r. w Lyceum Theatre w Londynie. Galę finałową poprowadził Bob Hope. W konkursie wzięło udział 39 uczestniczek. Zwyciężyła Norma Gladys Cappagli z Argentyny.

## Wyniki
| Wyniki finału    | Uczestniczka/Uczestniczki |
| ---------------- | --- |
| Miss World 1960  | - Argentyna – Norma Gladys Cappagli |
| 1. wicemiss      | - Izrael – Gila Golan |
| 2. wicemiss      | - Południowa Afryka – Denise Muir |
| 3. wicemiss      | - RFN – Ingrun Helgard Möckel |
| 4. wicemiss      | - Stany Zjednoczone – Judith Ann Achter |
| Półfinalistki    | - Brazylia – Maria Edilene Torreão - Irlandia – Irene Ruth Kane - Korea Południowa – Lee Young-hee - Wielka Brytania – Hilda Fairclough - Włochy – Layla Rigazzi |
| Ćwierćfinalistki | - Francja – Diane Medina - Japonia – Eiko Sakimurai - Kanada – Danica d'Hondt - Norwegia – Grethe Solhoy - Rodezja Południowa – Jenny Lee Scott                  |

## Uczestniczki
- Argentyna – Norma Gladys Cappagli
- Australia – Margaret Pasquil Nott
- Belgia – Huberte Box
- Birma – Ma Sen Aye
- Boliwia – Dalia Monasteros Thornee
- Brazylia – Maria Edilene Torreão
- Cypr – Mary Mavropoulos
- Dania – Lise Bodin
- Ekwador – Maria Rosa Rodriguez Vascones
- Finlandia – Margaretha Schauman
- Francja – Diane Medina
- Grecja – Kalliopi Geralexi
- Hiszpania – Concepción Molinera Palacios
- Holandia – Carina Verbeck
- Indie – Iona Pinto
- Irlandia – Irene Ruth Kane
- Islandia – Kristin Thorvaldsdóttir
- Izrael – Gila Golan
- Japonia – Eiko Sakimurai
- Jordania – Eriny Emile Sebella
- Kanada – Danica d'Hondt
- Kolonia Kenii – Jasmine Batty
- Korea Południowa – Lee Young-hee
- Liban – Giselle Nicolas Nasr
- Luksemburg – Liliane Mueller
- Madagaskar – Rajaobelina Bedovoahangy
- RFN – Ingrun Helgard Möckel
- Nikaragua – Carmen Isabel Recalde
- Norwegia – Grethe Solhoy
- Rodezja Południowa – Jenny Lee Scott
- Stany Zjednoczone – Judith Ann Achter
- Szwecja – Barbro Gunilla Olsson
- Tahiti – Teura Bouwens
- Tanganika – Carmen Lesley Woodcock
- Turcja – Nebahat Çehre
- Urugwaj – Beatriz Benitez
- Wielka Brytania – Hilda Fairclough
- Włochy – Layla Rigazzi
- Południowa Afryka – Denise Muir

## Notatki dot. państw uczestniczących

### Debiuty
- Birma
- Boliwia
- Cypr
- Ekwador
- Hiszpania
- Kolonia Kenii
- Liban
- Madagaskar
- Nikaragua
- Tahiti
- Tanganika

### Powracające państwa i terytoria
Ostatnio uczestniczące w 1957:
- Australia

Ostatnio uczestniczące w 1958:
- Turcja

### Państwa i terytoria rezygnujące oraz państwa nieuczestniczące
- Austria – Luise Kammermair
- Chile – Marinka Polhammer Espinosa
- Ghana
- Gibraltar
- Hawaje
- Honduras
- Hongkong – Lena Woo
- Jamajka – Judith Willoughby
- Nowa Zelandia – Lorraine Nawa Jones
- Paragwaj
- Peru – Maricruz Gómez Díaz
- Portoryko
- Portugalia
- Szwajcaria – Elaine Maurath
- Wenezuela – Miriam Maritza Estévez Acevedo